# Antennaria
Antenària (Antennaria) és un gènere de plantes angiospermes de la família de les asteràcies (Asteraceae). Són plantes natives de les regions temperades de l'hemisferi nord i del sud d'Amèrica del Sud tot i que la major diversitat es troben en Nord-amèrica.
Algunes espècies d'Antennaria serveixen d'aliment per a les larves d'alguns lepidòpters com ara Coleophora pappiferella (la qual menja exclusivament l'A. dioica) i Schinia verna (la qual menja exclusivament l'Antennaria spp).

## Descripció
Són plantes herbàcies dioiques perennes amb estolons ramificats d'on surten nombroses rosetes de fulles. Les tiges són erectes i amb fulles caulinars que es disposen de manera alternada. Les flors es troben agrupades en capítols terminals petits, l'involucre acostuma a tenir vàries fileres de bràctees escarioses. Les flors són tubulars, les de les plantes femenines són filiformes i manquen d'anteres, les de les plantes masculines són tubulars amb 5 lòbuls a l'àpex. El fruit és un aqueni.

## Taxonomia
Aquest gènere va ser publicat per primer cop l'any 1791 al segon volum de l'obra De Fructibus et Seminibus Plantarum del botànic alemay Joseph Gaertner (1732-1791).
El nom Antennaria es refereix a la semblança del papus amb les antenes d'alguns insectes.

### Espècies
Dins del gènere Antennaria es reconeixen les 45 espècies següents:
- Antennaria alpina (L.) Gaertn.
- Antennaria anaphaloides Rydb.
- Antennaria arcuata Cronquist
- Antennaria argentea Benth.
- Antennaria aromatica Evert
- Antennaria bocheriana A.E.Porsild
- Antennaria canescens Malte
- Antennaria carpatica (Wahlenb.) Bluff & Fingerh.
- Antennaria caucasica Boriss.
- Antennaria chilensis J.Rémy
- Antennaria corymbosa E.E.Nelson
- Antennaria densifolia A.E.Porsild
- Antennaria dimorpha Torr. & A.Gray
- Antennaria dioica (L.) Gaertn.
- Antennaria dioiciformis Kom.
- Antennaria flagellaris A.Gray
- Antennaria friesiana (Trautv.) Ekman
- Antennaria geyeri A.Gray
- Antennaria howellii Greene
- Antennaria lanata Greene
- Antennaria luzuloides Torr. & A.Gray
- Antennaria marginata Greene
- Antennaria media Greene
- Antennaria microphylla Rydb.
- Antennaria monocephala DC.
- Antennaria neglecta Greene
- Antennaria nordhageniana Rune & Rønning
- Antennaria parlinii Fernald
- Antennaria parvifolia Nutt.
- Antennaria plantaginifolia (L.) Hook.
- Antennaria porsildii E.Ekman
- Antennaria pseudoarenicola V.V.Petrovsky
- Antennaria pulchella Greene
- Antennaria pulcherrima (Hook.) Greene
- Antennaria racemosa Hook.
- Antennaria rosea Greene
- Antennaria rosulata Rydb.
- Antennaria sawyeri R.J.Bayer & Figura
- Antennaria sleumeri Cabrera
- Antennaria soliceps S.F.Blake
- Antennaria solitaria Rydb.
- Antennaria stenophylla (A.Gray) A.Gray
- Antennaria suffrutescens Greene
- Antennaria umbrinella Rydb.
- Antennaria virginica Stebbins

### Híbrids
S'ha descrit el següent híbrid natural:
- Antennaria × oblancifolia E.E.Nelson

### Sinònims
Els següents noms científics són sinònims heterotípics d'Antennaria:
- Chamaezelum Link
- Disynanthus Raf.